# 田再庭
田再庭，中華民國（台灣）律師及政治人物，曾於臺中地檢處、新竹地檢處任檢察官，後代表民主進步黨在台灣省第六選區（台中縣）當選為第一屆第六次增額立法委員，後任建國黨副主席、民間全民股份有限公司董事長。

## 經歷
先後畢業於台中縣大雅國小、臺中一中初中部與高中部，大學聯考考上臺大法學院法律系，畢業後考上律師執照。
1997年，田再庭的好友蔡同榮擔任民間全民電視公司董事長，田再庭則擔任副總裁。
1997年，田再庭退出民進黨、加入建國黨，並成為建國黨副主席。1998年中華民國立法委員選舉，田再庭代表建國黨參選台中縣立法委員，落選。2000年中華民國總統選舉，建國黨原本有意提名田再庭與許世楷搭檔參選，後來田再庭被蔡同榮勸退。
1997年9月23日17點，時任民視副總裁的田再庭當著民視總裁余陳月瑛的面，將前民視新聞部經理楊憲宏請入辦公室，大聲斥責楊憲宏，要求楊憲宏與他一同到廟裡發誓；楊憲宏不發一語，慘遭田再庭怒斥。余陳月瑛聲援楊憲宏，她與田再庭從辦公室裡面大聲互罵到外面，引發民視員工的側目與議論紛紛；余陳月瑛斥責田再庭不應對員工兇惡，「身為長輩，怎可以如此逼問員工」，堅持民視楊憲宏調職爭議應由董事會處理，不該憑一紙公告草率決定；田再庭回嗆，「楊憲宏連發誓都不敢去，顯然心虛，還有什麼話好說」。
1997年9月29日，田再庭與會計師兼民視監察人張福淙發表抗議聲明，宣稱民視「寬大地」以「業務需要」為由將楊憲宏調離新聞部經理職務，不承認前民進黨主席施明德指責民視以白色恐怖手法處理民視楊憲宏調職爭議，反而以「妻子偷情」反問施明德是否願意默默承受自己戴綠帽。同日，民視常務監察人柯建銘說，這篇聲明是田再庭與張福淙的個人行為，不代表民視；民視監察人會議已決議本案「靜待董事會重新處理」，民視一些人不斷在外放話的行為令他感到非常奇怪。同日，施明德回應，他所關心的是「政治人物或政黨是否該介入、掌控媒體」，民進黨很有可能成為執政黨，民進黨一定要有自我反省的能力才不會重蹈中國國民黨「以惡易惡、以暴易暴」的覆轍。
2000年4月7日，建國黨第一屆主席李鎮源、第二屆主席許世楷、第三屆副主席田再庭等23人召開記者會，以建國黨完成階段性任務為由宣布集體退黨。
2003年8月28日，民視舉行臨時董事會，蔡同榮請辭董事長，田再庭接任董事長。
2016年5月26日，民視董事會改選，田再庭舉手提名董事郭倍宏接任董事長，常務董事7人以4票對3票通過郭倍宏接任董事長。2016年6月，味王董事長兼民視第一大股東陳清福向《周刊王》透露，他與曾經注資民視的前味王董事長穎川建忠對於郭倍宏接任民視董事長一事「非常不舒服」：雖然郭倍宏當選董事長是合法的，但過程令他感到「郭倍宏背叛了愛台灣、本土化的熱情」；他批評田再庭，「原本投資者是為了本土化、不是圖著能藉民視賺大錢才出資，信任你、才把股權交給你；這是個公司，不是要傳給什麼阿貓阿狗都由著你」；他說，「蔡公投（蔡同榮）在世雖有他的政治堅持，但至少做人做事公正、沒有私心，大家認同、信服；現在這樣，我只能說『讓人非常不舒服』」。
2016年10月，《周刊王》披露：2013年，民視邀請3家營造商就民視投資的重大工程議價，次低價的根基營造投標價新臺幣16億1,600萬元，根基營造應依規定與投標最低價新臺幣15億7,500萬元的宏昇營造再次進行比價程序，時任民視董事長的田再庭卻逕自決定交給郭倍宏主持的宏昇營造；事後，民視若干主管才發現，宏昇營造的出標價與底價僅差新臺幣500萬元，令人懷疑宏昇營造是田再庭內定的營造商。

## 私生活
1999年12月，田再庭開始與已婚女謝美蓉交往並同居。2000年6月，田再庭提出分手，謝女卻說要自殺還要同歸於盡，田再庭遂用謝女的小記事冊寫下分手協議書，同意支付謝女新臺幣一百三十萬元、賣出興農股票一百張給謝女、每月給謝女生活費新臺幣四萬元，合計約新臺幣三百六十三萬元，但若謝女另交男友，協議內容自動失效。不料七個月後，謝女又找上田再庭要錢但被拒絕，謝女開始不斷打電話騷擾田家，甚至打電話向田再庭的好友楊天發與蔡同榮抱怨田再庭「始亂終棄」，又揚言要對田再庭夫婦潑硫酸，嚇得田家搬到飯店長住。2003年3月，田再庭控告謝女誹謗罪、恐嚇取財罪。2003年11月24日，法院判決，田再庭控告謝女案，恐嚇取財罪部分，因無積極證據，判決謝女無罪；誹謗罪部分，因超過追溯時效，判決不受理。2004年12月，臺灣高等法院臺中分院依《中華民國刑法》恐嚇罪判處謝女拘役40天確定，可易科罰金；2005年9月12日，中華民國最高法院判決謝女應支付田再庭精神損害賠償新臺幣一百萬元，全案定讞。
2003年10月底，田再庭接獲自稱財政部臺灣省中區國稅局人員打來的電話稱可退稅，田再庭依對方指示前往自動櫃員機操作轉帳，結果遭詐騙集團騙走新臺幣二萬多元。